# James W. Cannon
James Weldon Cannon (* 30. Januar 1943 in Bellefonte, Pennsylvania) ist ein US-amerikanischer Mathematiker, der sich mit hyperbolischen Mannigfaltigkeiten, geometrischer Topologie und geometrischer Gruppentheorie befasst.
Cannon wurde 1969 bei Cecil Edmund Burgess an der University of Utah promoviert (Tame subsets of 2-spheres in euclidean 3-space). Ab 1977 war er Professor an der University of Wisconsin–Madison und ab 1986 an der Brigham Young University. 1971 erhielt er ein Forschungsstipendium der Alfred P. Sloan Foundation (Sloan Research Fellowship).
In den 1970er Jahren löste er das Doppel-Suspensions-Problem von John Milnor, indem er bewies, dass die doppelte Einhängung (Suspension) einer Homologie-Sphäre eine topologische Sphäre ist. 1979 bewies er mit Bryant und Larcher "fast" die Charakterisierungs-Hypothese für topologische Mannigfaltigkeiten - Mannigfaltigkeiten in fünf und mehr Dimensionen die die Disjunkte-Scheiben-Eigenschaft erfüllen sind topologische Mannigfaltigkeiten (der Beweis wurde 1983 von Frank Quinn vervollständigt). Cannon trug darüber auf dem Internationalen Mathematikerkongress 1978 vor. Im selben Jahr führte er den Begriff grope ein für Objekte die einer Mannigfaltigkeit nahekommen, aber auf eine einfache Art singulär sind (2-dimensionale Komplexe mit einem Randkreis).
In den 1980er Jahren wandte er sich hyperbolischen 3-Mannigfaltigkeiten, Kleinschen Gruppen und geometrischer Gruppentheorie zu. Er untersuchte kombinatorische Eigenschaften von Cayley-Graphen Kleinscher Gruppen und deren Zusammenhang mit geometrischen Eigenschaften der Operation dieser Gruppen in hyperbolischen Mannigfaltigkeiten. 1992 war er mit William Thurston und anderen einer der Ko-Autoren eines Buchs über automatische Gruppen, das heißt geometrischer Gruppentheorie unter algorithmischen Aspekten. Nach ihm und Thurston ist hier die Cannon-Thurston-Abbildung benannt.
1994 bewies er ein von ihm kombinatorische Version des Riemannschen Abbildungssatzes genanntes Theorem der geometrischen Gruppentheorie. Er gab notwendige Bedingungen dafür, dass die Operation einer Gruppe über Homöomorphismen einer 2-Sphäre als Möbius-Transformationen der Riemannsphäre realisiert werden können. Dazu führte er immer feinere kombinatorische Unterteilungen der 2-Sphäre durch um im Grenzfall eine konforme Geometrie einzuführen. Eine damit in Zusammenhang stehende Vermutung von Cannon (1998) fragt nach der Charakterisierung hyperbolischer Gruppen mit 2-Sphäre als Rand, woran Cannon unter anderem mit William Floyd und Walter Parry arbeitete (Einführung von Finite Subdivision Rules), die aber auch weitere Auswirkung auf die Forschung anderer Mathematiker hatte. Cannon, Parry und Floyd wandten ihre Arbeiten zu Finite Subdivision Rules auch in der Biologie an (Musterbildung bei Organismen).
2012 wurde er Fellow der American Mathematical Society. Er war Invited Speaker auf dem Internationalen Mathematikerkongress in Helsinki 1978 (The characterization of topological manifolds of dimension {\displaystyle n\geq 5}).

## Schriften
- The Recognition problem. What is a topological manifold ?, Bulletin AMS, Band 84, 1978, S. 832–866, Online
- Shrinking cell-like decompositions of manifolds. Codimension three, Annals of Mathematics, Band 110, 1979, S. 83–112.
- mit J. L. Bryant, R. C. Lacher The structure of generalized manifolds having nonmanifold set of trivial dimension, in: Geometric topology (Proc. Georgia Topology Conf., Athens, Ga., 1977), Academic Press 1979, S. 261–300
- The combinatorial structure of cocompact discrete hyperbolic groups, Geometriae Dedicata, Band 16, 1984, S. 123–148
- mit David Epstein, Derek F. Holt, Silvio Levy, Michael S. Paterson, William Thurston Word processing in groups, Boston: Jones and Bartlett Publishers, 1992
- Almost convex groups, Geometriae Dedicata, Band 22, 1987, S. 197–210
- The combinatorial Riemann mapping theorem, Acta Mathematica, Band 173, 1994, S. 155–234,
- mit William Floyd, Walter Parry Finite subdivision rules, Conformal Geometry and Dynamics, Band 5, 2001, S. 153–196
- mit Floyd, Parry Crystal growth, biological cell growth and geometry, in Pattern Formation in Biology, Vision and Dynamics, World Scientific, 2000, S. 65–82
- mit William Thurston Group invariant Peano curves, Geometry & Topology, Band 11, 2007, S. 1315–1355 (Als Preprint seit Mitte der 1980er Jahre zirkulierend, Cannon-Thurston-Abbildung)